# Giandomenico Mesto
Giandomenico Mesto (ur. 25 maja 1982 w Monopoli) – włoski piłkarz występujący najczęściej na pozycji defensywnego pomocnika.

## Kariera klubowa
Giandomenico Mesto zawodową karierę rozpoczął w 1998 w Regginie. W pierwszym zespole rozegrał jednak zaledwie jeden mecz w sezonie 1998/1999. W 2000 na zasadzie wypożyczenia przeniósł się do Cremonese, w barwach którego wystąpił w 19 pojedynkach Serie C2. W trakcie zimowego okienka transferowego Mesto został wypożyczony do innej drużyny – Fermany. W barwach tego klubu rozegrał 31 meczów w Serie C1 i strzelił 6 bramek.
Dobra gra Mesto sprawiła, że w 2002 Włoch powrócił do Regginy i 27 października w wygranym 2:1 meczu z Torino FC zadebiutował w rozgrywkach Serie A. W sezonie 2002/2003 zanotował łącznie 10 ligowych występów. W kolejnych rozgrywkach wystąpił w 24 meczach Serie A, a od sezonu 2004/2005 pojawiał się już niemal we wszystkich spotkaniach Regginy. Łącznie rozegrał dla niej 137 ligowych pojedynków i strzelił 1 gola – 15 maja 2005 w zremisowanym 1:1 pojedynku przeciwko US Palermo.
Latem 2007 Mesto został sprzedany do Udinese Calcio, dla którego w sezonie 2007/2008 zanotował 28 meczów i 2 gole w Serie A i 1 spotkanie w Pucharze Włoch. Włoski piłkarz z Udinese uplasował się na 7. miejscu we włoskiej ekstraklasie. Latem 2008 Mesto podpisał kontrakt z Genoą i w debiutanckim sezonie wystąpił w 28 spotkaniach Serie A, w tym 22 w podstawowej jedenastce. Kolejne rozgrywki rozpoczął również jako gracz pierwszego składu. W pierwszej części sezonu strzelił po jednej bramce w pojedynkach z SSC Napoli (4:1), Juventusem (2:2), Cagliari Calcio (2:3) oraz Fiorentiną (2:1).
28 sierpnia 2010, w pierwszym meczu sezonu 2010/2011 Mesto strzelił jedyną bramkę w zwycięskim 1:0 wyjazdowym meczu z Udinese Calcio. W 2012 roku odszedł do Napoli, a w 2016 został zawodnikiem Panathinaikosu, z którym podpisał kontrakt do 30 czerwca 2017 roku. Po wygaśnięciu kontraktu został wolnym zawodnikiem i nie występował już w żadnym klubie.

## Kariera reprezentacyjna
Mesto ma na swoim koncie występy dla młodzieżowych reprezentacjach Włoch. Razem z drużyną do lat 21 w 2004 sięgnął po mistrzostwo Europy juniorów. W tym samym roku dostał powołanie do kadry na Igrzyska Olimpijskie w Atenach, na których Włosi wywalczyli brązowy medal.
W seniorskiej reprezentacji Włoch Mesto zadebiutował 8 czerwca 2005 w zremisowanym 1:1 towarzyskim spotkaniu przeciwko Serbii i Czarnogórze. Trzy dni później zagrał w meczu z Ekwadorem (również 1:1), a kolejny i jak na razie ostatni mecz w drużynie narodowej zanotował w październiku 2007.

## Sukcesy
- Mistrzostwo Europy do lat 21: 2004
- Brązowy medal Igrzysk Olimpijskich: 2004